# Марков, Аркадий Терентьевич
Аркадий Терентьевич Марков (12 июня (25 июня) 1915, д. Малая Бодья, Сарапульский уезд, Вятская губерния, Российская империя — 25 февраля 1994, Ижевск, Российская Федерация) — советский партийный и государственный деятель, председатель Совета Министров Удмуртской ССР (1967—1978).

## Биография
Член ВКП(б) с 1943 г. В 1954 г. окончил Высшую партийную школу при ЦК ВКП(б) — КПСС.
- 1946—1947 гг. — заведующий Якшур-Бодьинским районным отделом народного образования (Удмуртская АССР)
- 1947—1951 гг. — председатель исполнительного комитета Якшур-Бодьинского районного Совета,
- 1954—1956 гг. — первый секретарь Воткинского районного комитета КПСС,
- 1956—1958 гг. — первый секретарь Якшур-Бодьинского районного комитета КПСС,
- 1958—1963 гг. — заведующий отделом партийных органов Удмуртского областного комитета КПСС,
- 1963—1967 гг. — второй секретарь Удмуртского областного комитета КПСС,
- 1967—1978 гг. — председатель Совета Министров Удмуртской АССР.

## Награды и звания
Награждён орденами Ленина, Октябрьской Революции, двумя орденами Трудового Красного Знамени, двумя орденами «Знак Почёта».